# انقلاب حراري (فلك)
اقترح بيث وويلسون نموذج الانقلاب الحراري للمستعر الأعظم في عام 1985، وحصل على اختبار دراماتيكي مع SN1987A، واكتشاف النيوترونات من الانفجار. هذا النموذج هو للنوع الثاني من المستعرات العُضمى، الذي يحدث في النجوم الأكثر كتلًة من الشمس بثمانِ مرات.
عندما يصبح اللب الحديدي لنجم فائق الضخامة أثقل مما يمكن أن يدعمه ضغط تفسخ الإلكترون، ينهار قلب النجم، ويتم ضغط القلب الحديدي بواسطة الجاذبية حتى يتم الوصول إلى الكثافة النووية عندما يرسل ارتداد قوي موجة صدمة في بقية أنحاء النجم وتُمزقُهُ لإجزاء في انفجار مستعر أعظم كبير.
سوف تصبح بقايا هذا اللب في النهاية نجمة نيوترونية. ينتج عن الانهيار تفاعلين: أحدهما يفصل نواة الحديد إلى 13 ذرة من هيليوم و 4 نيوترونات، تمتص الطاقة؛ والثاني ينتج موجة من النيوتريونات تشكل موجة صدمة. في حين أن جميع النماذج تتفق على أن هنالك صدمة الحمل الحراري، هناك خلاف حول مدى أهمية هذه الصدمة في انفجار المستعر الأعظم.
في نموذج الانقلاب الحراري، ينهار اللب بشكل أسرع وأسرع، متجاوزًا سرعة الصوت داخل النجم، وينتج موجة صدمة تفوق سرعة الصوت. تنفجر موجة الصدمة هذه إلى الخارج حتى تتوقف عند وصولها إلى الغلاف النيوتريني، حيث يتجاوز ضغط النجم بأتجاه الداخل ضغط النيوتريونات المشعة بأتجاه الخارج. هذه النقطة تنتج عناصر أثقل بينما يتم امتصاص النيوتريونات.
يمثل توقف موجة الصدمة مشكلة المستعرات العظمى، لأنه بمجرد توقفها، يجب عدم «إعادة تنشيط» موجة الصدمة. ينص نموذج الحمل الحراري السريع على أن موجة الصدمة ستزيد من لمعان النيوتريونات التي ينتجها انهيار اللب، وهذه الزيادة في الطاقة ستتسبب في بداية موجة الصدمة في الانتقال مرة أخرى. نموذج أصابع النيوترون لديه عدم استقرار بالقرب من اللب طاردًا موجة أخرى من النيوتريونات مُعيدًة تنشيط موجة الصدمة. يحتوي نموذج الحمل الحراري الإنتروبي على سقوط مادة إلى الداخل من أعلى طبقة الصدمة إلى نصف قطر الكسب، الأمر الذي لن يزيد من لمعان النيوترينو، ولكنه سيسمح لموجة الصدمة بالاستمرار بإتجاه الخارج.
تظهر جميع هذه النماذج انقلابًا حراريًا لأنها تعتمد على آلية الحمل الحراري لإعادة تنشيط موجة الصدمة المتوقفة واستكمال انفجار المستعر الأعظم.
لا تزال هناك مشكلات مفتوحة في كل من النماذج الحرارية وفي نموذج انهيار اللب الأكثر عمومية، والتي تشمل عدم مراعاة خلط النكهة وكتلة النيوتريونات، وعدم القدرة على نمذجة الانفجارات الكبيرة. تشير النماذج الحالية إلى أن الانهيار قد يحدث بشكل أبطأ مما كان يعتقد من قبل، مما يعني أن موجة الصدمة ستتغلغل في الطبقات العليا للنجم. يعزز نجم البروتونات النيوترونية لمعان النيوترينو، بينما تساعد النيوتريونات الإضافية المنبعثة في إعادة تنشيط موجة الصدمة. تزيل هذه التغييرات بعض، وليس جميع، من مشكلة المستعرات العظمى، وتعزز فكرة الحمل الحراري كعامل مهم في انفجارات المستعرات العظمى.